# Grasmanka
Die Grasmanka, auch Jičina (deutsch Itschina) ist ein linker Nebenfluss der Jičínka in Tschechien.

## Verlauf
Die Grasmanka entspringt westlich von Kojetín in der Podbeskydská pahorkatina (Vorbeskidenhügelland). Ihre Quelle befindet sich im Grund zwischen dem Svinec (Schwinz, 546 m n.m.) und der Požaha (518 m n.m.). Der Bach fließt auf seinen ersten zweieinhalb Kilometern – vorbei an Janovice – nach Nordwesten und wendet sich in Jičina nach Nordosten. Das breite Tal der Grasmanka zwischen Jičina und Žlabec wird im Norden vom Starojický kopec (Burgberg, 496 m n.m.) mit der Burgruine Starý Jičín und südlich vom Svinec (Schwinz, 546 m n.m.) überragt. 
Der weitere Lauf der Grasmanka führt durch ein weitgehend flaches und dicht besiedeltes Terrain. Zunächst erstreckt sich beiderseits des Baches das Dorf Loučka; danach fließt die Grasmanka westlich des Stadtzentrums durch Nový Jičín. Hier wurde die Grasmanka reguliert, mit Bachmauern eingeengt und mit dem Gebäude des Schulamtes überbaut. Am nördlichen Stadtrand – zwischen dem Bahnhof und dem Busbahnhof – nimmt der Bach nördliche Richtung und fließt nach Šenov u Nového Jičína, wo er von der Bahnstrecke Suchdol nad Odrou–Nový Jičín město überquert wird. Nach neun Kilometern mündet die Grasmanka am Straßenkreuz Silnice I/48 / Silnice I/57 in Šenov in die Jičínka.

## Hochwasser
Bei Žlabec wurde 1976 ein kleiner Stausee errichtet.
Die Starkregenfälle vom 24. Juni 2009 führten zu einer Sturzflut der Grasmanka, die insbesondere in Loučka und Nový Jičín schwere Schäden verursachte. Durch den Rückstau der ebenfalls extrem hochwasserführenden Jičínka überflutete die Grasmanka in Nový Jičín u. a. das Schulamt, die Sparkasse, den Busbahnhof und den Bahnhof.
Oberhalb von Jičina ist der Bau eines trockenen Rückhaltebeckens mit einem 370 m langen und 8,7 m hohen Schüttdamm angedacht, der ein Fassungsvermögen von 137000 m³ haben soll.

## Zuflüsse
- Baranec (l), Loučka